# اچ‌دی ۱۱۰۰۷۳
اچ‌دی ۱۱۰۰۷۳ یک ستاره است که در صورت فلکی قنطورس قرار دارد.